# کلینگرستاون (پنسیلوانیا)
کلینگرستاون (به انگلیسی: Klingerstown) یک منطقهٔ مسکونی در ایالات متحده آمریکا است که در شهرستان سچویلکیلل، پنسیلوانیا واقع شده‌است. کلینگرستاون ۱٫۱ کیلومتر مربع مساحت و ۱۰۲ نفر جمعیت دارد.